# Pierre Caille
Pour les articles homonymes, voir Caille (homonymie).
 (février 2025).
Pierre Caille, né le 11 janvier 1911 à Tournai et mort le 24 octobre 1996 à Bruxelles, est un sculpteur, peintre, graveur, céramiste et joaillier belge.

## Biographie
Formé hors des sentiers battus, Pierre Caille fréquente brièvement l'académie de Tournai (1926), puis la Cambre, en section publicité (1931), et céramique (1938) ;  il est proche aussi de Roger Guérin (Jumet, 1896 - Bouffioulx, 1954), d'Henry Van de Velde, de George Grard, de Charles Leplae. 
Pierre Caille est l'auteur d'une œuvre multiforme et atypique ; peintre, dessinateur, graveur, sculpteur, céramiste, créateur de bijoux, il puise son inspiration dans un imaginaire fertile, qui donne forme au merveilleux et à l'extraordinaire.
De 1949 à 1976, Pierre Caille est professeur à la Cambre, où il dirige la classe de céramique.
En 1958, le Cercle Artistique et Littéraire de Charleroi lui rend hommage lors de son exposition annuelle.

## Œuvres dans l'espace public
- 1964 : Monument aux Liégeois morts pour la liberté, avec l'architecte Georges Dedoyard, au pont Albert 1er, sur la Meuse à Liège.
- 1980 : Les Voyageurs, station Botanique du métro de Bruxelles.
- 1982-1989 : …Psy, sas d'entrée et tympan du porche de la faculté de psychologie et des sciences de l'éducation de l'université de Liège au Sart-Tilman, Musée d'art contemporain en plein air du Sart Tilman.
- Arlon, musée Gaspar, Collections de l'Institut archéologique du Luxembourg : sérigraphies[1].